# Luis Henrique Farías Mata
Luis Henrique Farías Mata (Carúpano, Venezuela, 3 de julio de 1929 - Porlamar, Venezuela, 2 de agosto de 2018) fue un jurista venezolano.
Ocupó relevantes cargos docentes, académicos, gubernamentales y judiciales en su país. Fue Decano de la Facultad de Ciencias Jurídicas y Políticas de la Universidad Central de Venezuela (1972-1975), procurador general de la República (1969), Vicepresidente de la Universidad Nacional Experimental “Simón Rodríguez” y Presidente del Consejo Superior de la Universidad Nacional Abierta, Magistrado de la Sala Político-Administrativa de la desaparecida Corte Suprema de Justicia e Individuo de la Academia de Ciencias Políticas y Sociales. Fue además Magistrado del Tribunal de Justicia de la Comunidad Andina, con sede en Quito, Ecuador.